# Agrypon zhongdianense
Agrypon zhongdianense är en stekelart som beskrevs av Wang 1984. Agrypon zhongdianense ingår i släktet Agrypon och familjen brokparasitsteklar. Inga underarter finns listade i Catalogue of Life.